# ماری ماورشتاد
ماری ماورشتاد (زاده ۱۷ مارس ۱۹۵۷) یک بازیگر نروژی است. او اولین بار در تئاتر ملی اسلو، در سال ۱۹۸۱، شروع به کار کرد و از آن زمان در آنجا کار کرده‌است. در آنجا او نقش‌هایی مانند پولی را در اپرای سه‌پولی، اثر برتولت برشت و خانم سوربی در نمایش‌نامه مرغابی وحشی، اثر هنریک ایبسن داشت. او همچنین در اجرای در فضای باز پیر گینت اثر ایبسن و در چندین نمایش بازیگر تک زن ایفای نقش کرده‌است. او در سینما و تلویزیون بیشتر به خاطر بازی در فیلم‌های قلعه رؤیایی (۱۹۸۶) و آژانس جابجایی فلش (تلویزیون، ۱۹۸۷) شناخته می‌شود. ماورشتاد در سال ۲۰۰۷ در نمایش واقع‌گرای میتونیم برقصیم (بر اساس "بیا خیلی برقص") شرکت کرد.

## زندگی‌نامه
او در ۱۷ مارس ۱۹۵۷ در خانواده بازیگر نروژی، آلفرد ماورشتاد و همسر دومش گرو اسکات-رود (متولد ۸ ژانویه ۱۹۲۸)، دختر گونار اسکات-رود (۱۸۹۷–۱۹۵۳)، نقاش و نقشه‌بردار و ماری اندرسن مدرس خوانندگی (۱۹۰۰–۱۹۷۱) به دنیا آمد.

## نقش‌های دوبله
برای مثال در دیزنی، او بیشتر برای دوبله دیزی داک و هویی، دویی و لویی در تولیدات مختلف دیزنی نروژی، و شنزی در شیرشاه شناخته شده‌است.

## زندگی شخصی
پدر ماری ماورشتاد بازیگر نروژی، آلفرد ماورشتاد و بازیگر تورالو ماورشتاد برادر ناتنی او است. او با آگه کوالباین، نوازنده ویولنسل ازدواج کرده‌است. این زوج سه فرزند دارند.